# Sweek
Sweek est un groupe belge de post-rock, originaire d'Andenne. Selon La Libre, le groupe n'a jamais été hautement médiatisé, ce qui explique en grande partie sa discrétion.

## Historique
Le groupe est formé en 2000. Tout d'abord résolument pop et accompagnée d'un chant, le style musical de Sweek évolue ensuite vers un post-rock atmosphérique à la Mogwai, Godspeed You Black Emperor! et Fly Pan Am.
L'année 2001 assiste à l'arrivée de voix sur certains morceaux (en plus des samples), et 2002 enrichit Sweek des mélodies tantôt lugubres, tantôt chaleureuses d'un violoncelle. Actuellement, le groupe se compose de deux guitaristes — Olivier Sorée (également membre de Flexa Lyndo) et David Hougardy —, d'un bassiste (Pierre Constant), d'un violoniste (François Sauveur), d'une violoncelliste (Florence Sauveur) et d'un batteur (Damien Sorée). Finaliste du Concours-Circuit 2001 au Botanique à Bruxelles, Sweek y remporte plusieurs prix, dont celui de la Communauté française de Belgique. 
Par la suite, le groupe sillonne les scènes belges et foulé les planches de nombreuses salles de concerts et nombreux festivals tels que le Ward'in Rock, le Rhâââ Lovely Festival, le Quasimorock, le Dour Festival (2001, 2003, 2006), le Bear Rock Festival, le Translating Echo Festival, et le Festival Rock Boutik (2003). Il s'est aussi produit à l'étranger, notamment en France (Grenoble, Lille, Paris) et en Allemagne (Berlin, Cologne). 
Sweek sort en janvier 2004 un premier album intitulé The Shooting Star's Sigh sur un jeune label de Namur appelé Carte Postale Records. Le second album du groupe, intitulé The Unbelievable Cinematic Crash est disponible depuis novembre 2005. Il fait participer le clarinettiste Han Stubbe, du groupe flamand DAAU (Die Anarchistische Abendunterhaltung).
En septembre 2011, après quelques années d'absence, le groupe annonce son retour, qui aura lieu le 14 janvier 2012 lors d'un concert qui se déroulera à la maison de la culture de Namur, en Belgique.            

## Discographie
- 2004 : The Shooting Star's Sigh
- 2005 : The Unbelievable Cinematic Crash